# Le Port des larmes
Pour plus de détails, voir Fiche technique et Distribution.
Le Port des larmes (Το λιμάνι των δακρύων, To limani ton dakrion) est un film grec réalisé par Dimítrios Gaziádis et sorti en 1929.
Il sortit en janvier 1929 à l'Attikón et au Splendid à Athènes.
Il eut un succès commercial immédiat malgré ses problèmes techniques et scénaristiques. L'action est ralentie au maximum pour étirer un scénario court : un montage peu cohérent d'épisodes peu liés entre eux se terminant par un deus ex machina peu crédible. Les acteurs sont très droits et rigides ; défaut renforcé par une caméra fixe de face et l'exiguïté du décor (du studio) empêchant tout réel mouvement d'ampleur. Cependant, les plans documentaires filmés par Gaziádis et ajoutés dans le film, dont une spectaculaire tempête autour d'un phare ont rattrapé le film aux yeux des critiques. De même, la représentation des bas-fonds athéniens et piréotes a été louée.
Avec Amour et Vagues de 1928, Le Port des larmes fixa des façons de filmer, principalement pour le mélodrame, qui devinrent des règles dans les décennies suivantes (dont les lents mouvements de caméra pour accentuer l'émotion). Ils firent aussi faire leurs débuts aux acteurs qui allaient dominer la profession jusqu'après la seconde Guerre mondiale, comme Oréstis Láskos ou Vassílis Avlonítis.

## Synopsis
Des pêcheurs d'éponge doivent mettre leur talent au service de bandits qui veulent récupérer des antiquités au fond de la mer et les faire sortir du pays.

## Fiche technique
- Titre : Le Port des larmes
- Titre original : Το λιμάνι των δακρύων (To limani ton dakrion)
- Réalisation : Dimítrios Gaziádis
- Scénario : Orestis Laskos d'après Giorgos Lazaridis (el)
- Direction artistique :
- Décors :
- Costumes :
- Photographie : Mihalis Gaziádis
- Son :
- Montage :
- Musique :
- Société(s) de production : Dag-Film
- Pays d'origine :  Grèce
- Langue : grec
- Format :  Noir et blanc muet
- Genre : Drame
- Durée : 75 minutes
- Dates de sortie : janvier 1929

## Distribution
- Emma Vitsori
- Dimitris Tsakiris
- Alkis Ion
- Vassílis Avlonítis